# CU-11
La CU-11 est une autoroute urbaine espagnole qui pénètre Cuenca par l'est en venant de Madrid.
Elle prolonge l'A-40 (Avila - Teruel) à partir du croisement avec la N-320 qui relie Albacete à Guadalaraja.
D'une longueur de 5 km, elle relie l'A-40 à l'ouest de l'agglomération au centre-ville
Elle est composée de 4 échangeurs jusqu'à la ville.

## Tracé
- Elle prolonge l'A-40 tout près de La Pedernala et se termine sur un rond-point dans le centre-ville de Cuenca.

## Sorties
| Numéro de la sortie | Nom de la sortie                                         | Bifurcation |
| ------------------- | -------------------------------------------------------- | ----------- |
|                     | Autovia de Castille La Manche Tarancon - Tolède          | A-40        |
| 01                  | Guadalaraja - Albacete                                   | N-320       |
| 02                  | Nohales                                                  | N-400       |
| 03                  | Teruel Cuenca Nord - Cuenca-Avenida de Los Alfares       | CM-2105     |
| 04                  | Cuenca Ouest - Cuenca-Avenida San Julian                 |             |
|                     | Cuenca Centre - Cuenca-Avenida de la Republica Argentina |             |

### Référence
- Nomenclature